# Río Perené
El río Perené es un río de corto recorrido del Perú de la cuenca alta del río Ucayali. Discurre por la parte central del país, en la vertiente oriental de los Andes.
Nace por la confluencia de los ríos Chanchamayo y Paucartambo a 650 m s. n. m. en 10°57′04″S 75°17′03″O / -10.95111, -75.28417. Posee corto recorrido, pero un régimen pluvial y periglacial es de gran caudal todo el año. 
Sus principales afluentes son los ríos:
- Huatziriqui 10°57′02″S 75°13′35″O / -10.95056, -75.22639
- Ubirqui 10°51′38″S 74°59′35″O / -10.86056, -74.99306
- Osa 10°55′13″S 74°52′07″O / -10.92028, -74.86861
- Ipoqui 11°00′27″S 74°44′56″O / -11.00750, -74.74889
- Auziqui 10°58′36″S 74°37′22″O / -10.97667, -74.62278
- Pangoa 11°09′02″S 74°18′20″O / -11.15056, -74.30556 en Puerto Ocopa

El río Perené confluye con el río Ene, en el pueblo de Puerto Prado del distrito de río Tambo, a 295 m s. n. m. 11°10′07″S 74°14′16″O / -11.16861, -74.23778 para formar el río Tambo. Aguas abajo, el río Tambo se une con el río Urubamba para formar el río Ucayali, que a su vez se une al río Marañón formando el río Amazonas).

## Otros datos
La naciente del río Chanchamayo se encuentra en los deshielos de la Cordillera Huaytapallana, al este de Huancayo, con el nombre de río Tulumayo. A las orillas de este río se encuentra situada la ciudad de La Merced. El río Paucartambo tiene su origen en el flanco oriental del Nudo de Pasco, debido a los deshielos de la Cordillera de Huachón, en el Departamento de Pasco.
Nace en el Departamento de Junín, al norte del pueblo de San Antonio de Ocopa, donde se encuentra un monasterio de la Orden Franciscana.
- Datos: Q648085